# Pandisus
Genre
Pandisus est un genre d'araignées aranéomorphes de la famille des Salticidae.

## Distribution
Les espèces de ce genre se rencontrent à Madagascar et en Inde.

## Liste des espèces
Selon World Spider Catalog (version 18.0, 30/04/2017) :
- Pandisus decorus Wanless, 1980
- Pandisus indicus Prószyński, 1992
- Pandisus modestus (Peckham & Wheeler, 1889)
- Pandisus parvulus Wanless, 1980
- Pandisus sarae Wanless, 1980
- Pandisus scalaris Simon, 1900

## Publication originale
- Simon, 1900 : Études arachnologiques. 30e Mémoire. XLVII. Descriptions d'espèces nouvelles de la famille des Attidae. Annales de la Société Entomologique de France, vol. 69, p. 27-61 (texte intégral).